# William Walton
Sir William Turner Walton (29. března 1902, Oldham, Spojené království – 8. března 1983, Forio d’Ischia, Itálie) byl anglický hudební skladatel.

## Mládí a studium

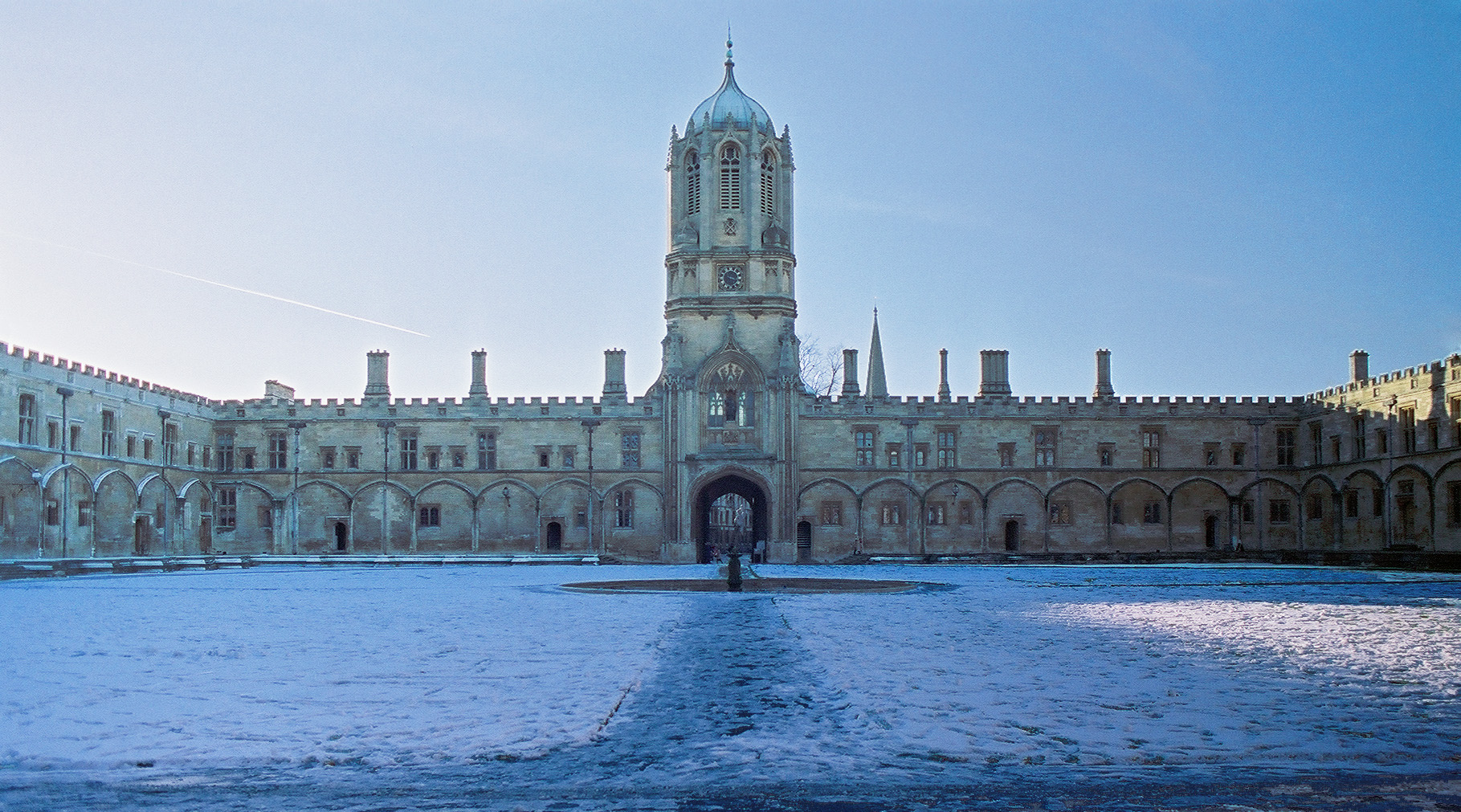
Kolej Christ Church v Oxfordu, kde Walton studoval

Williamův otec Charles Alexander Walton byl učitelem zpěvu a kostelním varhaníkem v poněkud bezvýrazném městečku Oldham, tehdy patřícím do anglického hrabství Lancashire (od územní reformy v roce 1974 je součástí Velkého Manchesteru). Jeho matka Louisa Maria roz. Turner byla pěvkyně. William se nikdy nenaučil hrát na nějaký hudební nástroj, měl však nadání pro zpěv. V deseti letech se William s obětavou podporou rodičů stal sboristou v kostele patřícím ke koleji Christ Church v Oxfordu. Jeho matka a on zmeškali vlak z Manchesteru do Oxfordu, takže se na přijímací zkoušku katedrální školy dostavili pozdě, matce se však podařilo přesvědčit učitele katedrální školy, aby jim William směl předzpívat. Přitom uspěl a byl přijat do školy a jejího sboru. Zůstal v něm po dobu následujících šesti let.
Ve dvanácti letech začal Walton komponovat, nejprve sborovou hudbu, písně a hudbu pro varhany. V době jeho hlasové mutace přesvědčil děkan Thomas Strong jeho otce, aby svému talentovanému synovi dovolil studovat na Oxfordské univerzitě, což se také v jeho neobyčejně raném věku 16 let stalo. Studoval pak na slavné Christ Church College a byl jedním z mála studentů, kteří byli na oxfordskou univerzitu přijati v tak mladém věku jako svého času anglický král Jindřich VIII. Navzdory úspěchům v hudební výuce opustil univerzitu již po dvou letech, v roce 1920, neboť nedokázal složit povinnou zkoušku ze všeobecných předmětů zvanou „Responsions“.

## Skladatelská dráha

### Začátky

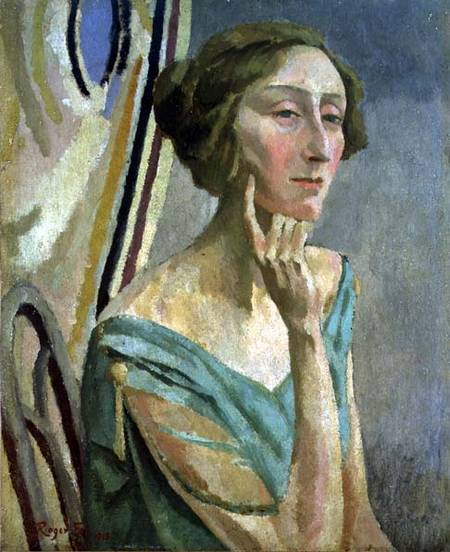
Edith Sitwell, Waltonova patronka a spolupracovnice. Portrét od Rogera Frye z roku 1915

Do rodného města Oldhamu se však Walton nevrátil. Namísto toho odešel do Londýna na pozvání svého o pět let staršího přítele Sacheverella Sitwella (1897–1988). Tento syn politika George Sitwella byl literát, jehož zámožná a kultivovaná rodina patřila k jiné společenské vrstvě, než bylo Waltonovo dosavadní prostředí. Bratr jeho přítele Osbert Sitwell (1892-1969) byl rovněž spisovatel a jeho sestra Edith Sitwell (1887–1964) byla básnířka. Po následujících patnáct let byl dům rodiny Sitwellovy ve čtvrti Chelsea Waltonovým bydlištěm.

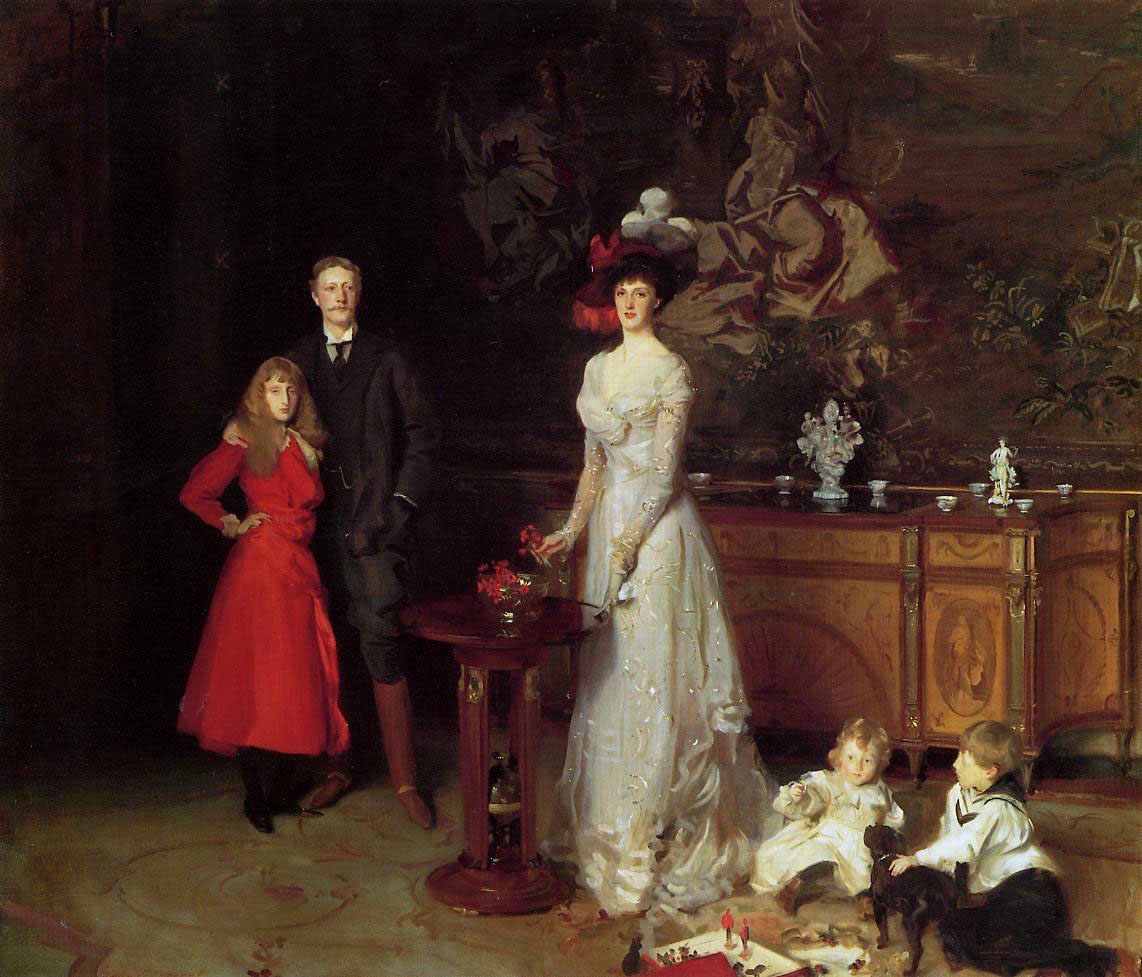
John Singer Sargent: Portrét rodiny Sitwellovy (1900). Zleva: Edith Sitwell, Sir George Sitwell, Lady Ida, Sacheverell a Osbert Sitwellovi.

Walton se poprvé proslavil jako autor hudby k vytříbeným básním Edithy Sitwellové. Tato skladba se nazývala Façade a byla určena pro vypravěče a malý instrumentální soubor. Byla poprvé uvedena v domě Sitwellových v lednu 1922 a pak způsobila poprask při svém uvedení v Aeolian Hall. V přibližně stejné době Walton složil klavírní kvartet (věnovaný Thomasi Strongovi) a smyčcový kvartet, který byl uveden v roce 1923 na festivalu Mezinárodní společnosti pro soudobou hudbu v rakouském Salcburku a oceněn skladatelem Albanem Bergem. Později však druhé z těchto děl Walton stáhl s poznámkou, že je „plné nestráveného Bartóka a Schönberga“. Byl to první příklad jeho smyslu pro sebekritiku, který mu byl vlastní. Smyčcový kvartet byl v poslední době znovu uveden a ukazuje se, že si zaslouží místo mezi Waltonovými ostatními skladbami, ačkoliv některé jeho kritické poznámky jsou opodstatněné. Klavírní koncert Walton nestáhl, ale vydatně přepracoval, ještě předtím, než byl v roce 1924 uveřejněn jako jeho první tiskem vydané dílo.

### První úspěchy
Ve dvacátých a třicátých letech 20. století začal Walton komponovat cyklus orchestrálních děl, které mu přinesly proslulost. Patří k nim Porthmouth Point, sinfonia concertante pro klavír a orchestr, dále koncert pro violu, oratorium Belsazarova slavnost s biblickým příběhem převyprávěným Osbertem Sitwellem, první Waltonova symfonie a konečně houslový koncert zkomponovaný pro virtuóza Jaschu Heifetze a dokončený tři měsíce před vypuknutím druhé světové války.

### Pozdní období skladatelské dráhy
Walton skládal rovněž scénickou hudbu k filmům. Podle jeho vyjádření mu tyto kompozice „pomohly dosáhnout graciéznosti“, a tato zručnost přinesla své plody v několika nádherných partiturách, které složil v letech 1944-1955 pro shakespearovské filmy se slavným hercem Laurencem Olivierem. Byly to snímky Hamlet, Jindřich V. a Richard III.
I po přestěhování na italský ostrov Ischia v roce 1948 Walton nadále komponoval. V roce 1951 obdržel od královny Alžběty II. šlechtický titul rytíře (s právem užívání přídomku Sir před jménem) a v roce 1968 také vyznamenání za zásluhy.
K jeho dílům z tohoto období patří opera s názvem Troilus a Cressida podle dramatu Williama Skakespeara, složená v roce 1954. Opera byla poprvé provedena v Royal Opera House v Londýně dne 3. prosince 1954 pod taktovkou dirigenta Malcolma Sargenta. Opera měla tehdy jen skromný úspěch. Walton ji později přepracoval. V této podobě byla znovu uvedena v Covent Garden v roce 1976. Ani tehdy nepřálo jejímu provedení štěstí. Sám Walton nebyl v dobrém zdravotním stavu a dirigent (a skladatel) André Previn onemocněl a nemohl řídit představení. K tomu všemu tenorista, který měl zpívat hlavní roli, své vystoupení odřekl.
Jednou z Waltonových kompozic z doby pobytu na ostrově Ischia je jeho Jubilate Deo, která měla premiéru v roce 1972 u příležitosti jeho 70. narozenin. Britský premiér Edward Heath uspořádal na jeho počest slavnostní večeři ve svém sídle na 10 Downing Street, které se zúčastnili členové královské rodiny a jeho prominentní hudební kolegové. Byl také poctěn hudebním večerem uspořádaným Benjaminem Brittenem a koncertem jeho skladeb v Royal Festival Hall pod taktovkou André Previna.
Dalšími díly z této doby jsou violoncellový koncert a druhá symfonie. Walton nebyl velmi plodným skladatelem a byl navíc brzděn vědomím změn hudebního vkusu, ke kterým docházelo během jeho života. V roce 1963 si povzdechl vůči Benjaminovi Brittenovi, že se mu nepodařilo pochopit nový „chaotický a jalový hudební svět“, ačkoliv Brittenovy hudby si vážil. Jeho poslední orchestrální skladbou, pocházející z roku 1969, byl cyklus improvizací na témata tohoto jeho hudebního přítele. Později ještě napsal několik sborových skladeb.

## Soukromý život

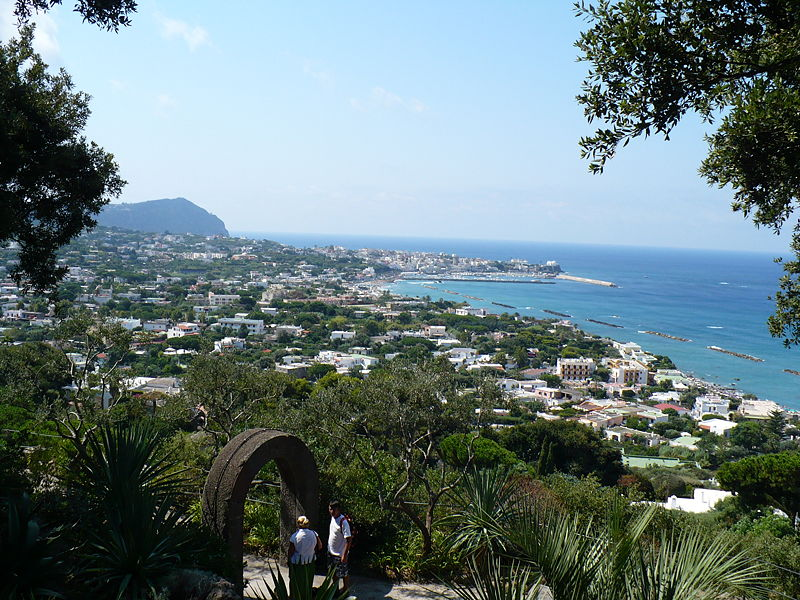
Botanická zahrada La Mortella u sídla Williama Waltona v městě Forio na ostrově Ischia

Koncem 20. let začaly vztahy Waltona a sourozenců Sitwellových slábnout, ačkoliv stále bydlel v jejich domě. Měl několik milostných afér a získával nové přátele. Jeho první delší milenecký vztah byl s Irmou von Dornberg, vdovou po německém baronovi. Setkali se koncem 20. let a zůstali spolu do roku 1934, kdy Irma Waltona opustila. Větší rozkol mezi Waltonem a Sitwellovými však přinesl jeho dlouholetý vztah k anglické šlechtičně Alice Wimborne (Viscountess Wimborne, 1880-1948), která byla o 22 let starší než on. Alice neměla Sitwellovy ráda a oni na oplátku nebyli nakloněni jí. Walton vydělával svými skladbami již poměrně hodně peněz, takže si koupil v roce 1934 dům ve čtvrti Belgravia a odešel od Sitwellových.
V roce 1948 uzavřel Walton sňatek se Susanou Gil, okouzlující a inteligentní dámou z Argentiny. Manželé se odstěhovali na ostrov Ischia (nedaleko Neapole) do městečka Forio. Od té doby tam žili v domě s velkou a krásnou zahradou, vítali zde nejednoho návštěvníka z řad hudebních a společenských osobností, včetně Laurence Olivera a mladého britského klavíristy Johna Ogdona. Dnes se jedná o jednu z nejkrásnějších botanických zahrad světa, známou pod jménem La Mortella. Manželé ji zřídili spolu se zahradním architektem Russellem Pagem. Je přístupná pro veřejnost čtyři dny v týdnu a spravuje ji nadace pod záštitou anglického korunního prince Charlese.
V posledních letech života se jeho zdravotní stav postupně zhoršoval a nakonec zemřel 8. března 1983 na svém sídle ve Foriu na srdeční selhání.

## Nejvýznamnější díla
- Façade
- Partita
- Capriccio burleso
- Velká improvizace
- Christopher Palmer
- Portsmouth point
- Scapino
- Ostré scherzo
- Crown Imperial
- Belsazarova slavnost
- Chocolate
- Troilus a Cressida (opera)
- Chaotický věk
- John a Igollda
- Tajemství hudby
- Chytrý Troy